# Bromelia alta
Bromelia alta är en gräsväxtart som beskrevs av Lyman Bradford Smith. Bromelia alta ingår i släktet Bromelia och familjen Bromeliaceae. Inga underarter finns listade i Catalogue of Life.